# Orchestina saltabunda
Orchestina saltabunda är en spindelart som beskrevs av Simon 1893. Orchestina saltabunda ingår i släktet Orchestina och familjen dansspindlar.
Artens utbredningsområde är Venezuela. Inga underarter finns listade i Catalogue of Life.